# Dasyatis fluviorum
Dasyatis fluviorum là một loài cá đuối trong họ Dasyatidae. Nó có dọc theo các bờ biển của Queensland và New South Wales ở Úc,và đặc biệt trong các sông, cửa sông ở rừng ngập mặn. Con trưởng thành có bề ngang 93 cm (37 in).